# Dorte Fals
 Der er for få eller ingen kildehenvisninger i denne artikel, hvilket er et problem. Du kan hjælpe ved at angive troværdige kilder til de påstande, som fremføres i artiklen.

Dorte Fals (født 20. december 1960) er en dansk journalist og studievært.
Fals blev uddannet cand.jur. fra Københavns Universitet i 1985 og har efterfølgende taget en journalistisk tillægsuddanenlse. I 1986 blev hun ansat som informationsmedarbejder ved Sparekassen SDS, men kom allerede i 1988 ind i tv-verdenen som programmedarbejder ved den københavnske lokal tv-station Kanal 2. I 1989 kom hun til TV 2/Lorry, hvor hun først var programmedarbejder og fra 1990 redaktionschef. I 1999 skiftede hun til DR, hvor hun blev redaktionschef i DR Fakta med ansvar for kulturstoffet, fra 2005 var hun vært på Temalørdag, og siden juni 2007 har hun været vært på magasinet Penge.
Hun er gift med kollegaen Klaus Bundgård Povlsen.